# Referentni početni plan (upravljanje konfiguracijom)
Referentni početni plan (eng. baseline) je pojam iz konfiguriranja softvera, sklopovlja, firmwarea, dokumentacije, mjera ili procesa koji je zadan i dokumentiran kao referentna točka.
Ta nam je referentna točka potrebna da bismo u bilo kojem trenutku mogli precizno odrediti koliko je planiranog posla fizički napravljeno. Ova referentna točka je točka koja nam služi kao ona s kojom uspoređujemo ostale, čime se vidi stvarno izvršeni posao u projektu.
Svaka promjena ima početno stanje i sljedeće stanje. Stoga je važno označavanje značajnih stanja unutar niza promjena. Identificiranje značajnih stanja unutar povijesti izmjena nekog konfiguracijskog elementa središnja je svrha identificiranja početne referentne točke.